# Oenopota dubia
Oenopota dubia é uma espécie de gastrópode do gênero Oenopota, pertencente a família Mangeliidae.